# Vegår
Der Vegår ist ein See in der Kommune Vegårshei in der Provinz Agder in Norwegen.